# Scalanago lateralis
Scalanago lateralis és una espècie de peix pertanyent a la família dels còngrids i l'única del gènere Scalanago.

## Descripció
- Pot arribar a fer 35 cm de llargària màxima.[4][5]

## Hàbitat
És un peix marí, demersal i de clima temperat que viu a la plataforma continental.

## Distribució geogràfica
És un endemisme d'Austràlia.

## Observacions
És inofensiu per als humans.